# Hungry Hank's Hallucination
Hungry Hank's Hallucination è un cortometraggio muto del 1909 prodotto dalla Kalem. Il nome del regista non viene riportato nei credit del film.

## Produzione
Il film fu prodotto dalla Kalem Company.

## Distribuzione
Distribuito dalla Kalem Company, il film - un breve cortometraggio di 38 metri (split reel) - uscì nelle sale cinematografiche USA il 19 marzo 1909.
Il film fu pubblicizzato con la battuta A Roaring Comedy Concerning a Tramp and a Donkey. Nelle proiezioni, veniva programmato con il sistema dello split reel, accorpato in un'unica bobina con un altro cortometraggio prodotto dalla Kalem, The Cracker's Bride.
Nel 1912, ne fu fatta una riedizione e il film uscì in sala il 10 luglio distribuito dalla General Film Company.